# Жак дьо Бошен
Жак Гуин дьо Бошен (на френски: Jacques Gouin de Beauchêne) е френски мореплавател и изследовател.

## Биография
Роден е на 2 януари 1652 година в Сен Мало, регион Бретан, Франция. Служи във военноморския флот.
През 1698 – 1700 плава от Франция до Перу за установяване на търговски връзки като преминава през Магелановия проток. Посещава и о-вите Галапагос. На връщане на 9 януари 1701 установява точното положение на нос Хорн (55°59′ ю. ш. 67°16′ з. д. / 55.983333° ю. ш. 67.266667° з. д.). На юг от Фолклънските о-ви, на 52°53′ ю. ш. 59°12′ з. д. / 52.883333° ю. ш. 59.2° з. д., открива остров Бошен.
Умира на 26 юли 1730 година в Сен Мало на 78-годишна възраст.

## Памет
Неговото име носят:
- остров от Фолклъндските о-ви;
- улица в Сен Мало.